# Parafia św. Jana Chrzciciela w Krynce
Parafia św. Jana Chrzciciela w Krynce – parafia rzymskokatolicka w Krynce.
Parafia erygowana w 1984 roku. Obecny kościół został wybudowany w latach 1981–1983 przez ks. Jana Kurka. Pierwszym proboszczem Parafii był ks. Mirosław Łubik. W 1989 roku zastąpił go ks. Tadeusz Białecki, który zmarł nagle w 2004 roku. Kolejnym proboszczem był ks. Marek Sobieszek, który po walce z nowotworem zmarł w 2005 roku. W latach 2005–2013 proboszczem parafii był ks. Krzysztof Pawelec. Od 2013 roku proboszczem jest ks. Szczepan Pawluczuk.
Terytorium parafii obejmuje Krynkę, Role oraz Wólkę Zagórną.